# Larrey
Larrey – miejscowość i gmina we Francji, w regionie Burgundia-Franche-Comté, w departamencie Côte-d’Or.
Według danych na rok 2009 gminę zamieszkiwało 95 osób, a gęstość zaludnienia wynosiła 5 osób/km² (wśród 2044 gmin Burgundii Larrey plasuje się na 818. miejscu pod względem liczby ludności, natomiast pod względem powierzchni na miejscu 508.).